# Dansen op de vulkaan (nummer)
Dansen op de vulkaan is een nummer van de Nederlandse band De Dijk. Het nummer verscheen op hun album Wakker in een vreemde wereld uit augustus 1987. In september van dat jaar werd het nummer uitgebracht als de eerste single van het album.

## Achtergrond
"Dansen op de vulkaan" gaat over twee geliefden die nog even plezier willen hebben voordat het einde van de wereld aanbreekt. Op het album De Dijk Live uit 1990 voegde zanger Huub van der Lubbe de kreet "ah, ah, oeh, oeh" toe na de regel "bommen voor de vrede", wat hierna tijdens concerten werd overgenomen door het publiek.
In Nederland werd de plaat in het najaar van 1987 veel gedraaid op Radio 2 en Radio 3 en werd een radiohit. "Dansen op de vulkaan" bereikte desondanks de Nederlandse Top 40 niet en bleef steken op de 6e positie in de Tipparade. In de Nationale Hitparade Top 100 kwam de plaat tot de 55e positie. In de Europese hitlijst op Radio 3, de TROS Europarade, werd géén notering behaald, aangezien deze lijst op donderdag 25 juni 1987 voor de laatste keer werd uitgezonden.
Tot op heden is het een van de populairste platen van De Dijk.
In België (Vlaanderen) werd de plaat regelmatig gedraaid op de landelijke radiozenders, maar behaalde desondanks géén notering in zowel de voorloper van de Vlaamse Ultratop 50 als de Vlaamse Radio 2 Top 30.
Sinds de editie van december 2000 staat de plaat (behalve in 2001) onafgebroken genoteerd in de jaarlijkse NPO Radio 2 Top 2000 van de Nederlandse publieke radiozender NPO Radio 2, met als hoogste notering tot nu toe een 158e positie in 2022.

## Hitnoteringen

### Nationale Hitparade Top 100
| Hitnotering: 03-10-1987 t/m 07-11-1987 | Hitnotering: 03-10-1987 t/m 07-11-1987 | Hitnotering: 03-10-1987 t/m 07-11-1987 | Hitnotering: 03-10-1987 t/m 07-11-1987 | Hitnotering: 03-10-1987 t/m 07-11-1987 | Hitnotering: 03-10-1987 t/m 07-11-1987 | Hitnotering: 03-10-1987 t/m 07-11-1987 | Hitnotering: 03-10-1987 t/m 07-11-1987 |
| Week                                   | 1                                      | 2                                      | 3                                      | 4                                      | 5                                      | 6                                      |                                        |
| -------------------------------------- | -------------------------------------- | -------------------------------------- | -------------------------------------- | -------------------------------------- | -------------------------------------- | -------------------------------------- | -------------------------------------- |
| Positie                                | 97                                     | 79                                     | 56                                     | 55                                     | 61                                     | 91                                     | uit                                    |

### NPO Radio 2 Top 2000
| Nummer met noteringen in de NPO Radio 2 Top 2000 | '00 | '01 | '02 | '03 | '04 | '05 | '06 | '07 | '08 | '09 | '10 | '11 | '12 | '13 | '14 | '15 | '16 | '17 | '18 | '19 | '20 | '21 | '22 | '23 | '24 |
| ------------------------------------------------ | --- | --- | --- | --- | --- | --- | --- | --- | --- | --- | --- | --- | --- | --- | --- | --- | --- | --- | --- | --- | --- | --- | --- | --- | --- |
| Dansen op de vulkaan                             | 478 | -   | 449 | 257 | 541 | 380 | 263 | 350 | 343 | 339 | 332 | 333 | 360 | 401 | 405 | 403 | 370 | 460 | 471 | 387 | 426 | 273 | 158 | 200 | 160 |

1. ↑  Een '-' betekent dat het nummer niet was genoteerd en een vetgedrukt getal geeft de hoogste notering aan.
2. ↑  2000 was het eerste jaar met een notering voor dit nummer.